# Adam Kaminski
Adam Kaminski (Chatham-Kent (Ontario), 27 de mayo de 1984) es un jugador profesional de voleibol canadiense, juego de posición central. 

## Palmarés

### Clubes
Canada West Mens Volleyball::
- 2005, 2006, 2008
- 2004

U Sports Championship::
- 2005, 2008
- 2004, 2006, 2007

Campeonato de Eslovenia:
- 2009, 2010

Copa de la República Checa:
- 2013

Campeonato de la República Checa:
- 2013

### Selección nacional
Copa Panamericana:
- 2008
- 2011